# Thung lũng Aosta
Thung lũng Aosta (tiếng Ý: Valle d'Aosta [ˈvalle daˈɔsta] (văn phạm) hay Val d'Aosta (đại chúng); tiếng Pháp: Vallée d'Aoste [vale daɔst]/[vale dɔst] (văn phạm) hay Val d'Aoste (thông thường); tiếng Arpitan: Val d'Outa) là một vùng bán tự trị ở miền tây bắc Ý. Nó giáp với Auvergne-Rhône-Alpes, Pháp về phía tây, Valais, Thụy Sĩ về phía bắc và vùng Piedmont về phía nam và đông.
Trên một diện tích 3.263 km2 (1.260 dặm vuông Anh) và dân số 128.000, đây là vùng nhỏ nhất, ít dân nhất và cũng thưa dân nhất của Ý. Đây là vùng duy nhất của Ý không được chia thành vùng (tỉnh Aosta được giải thể năm 1945). Chức năng quản lý cấp tỉnh được trao cho chính phủ vùng. Thung lũng Aosta được chia ra làm 74 comuni (xã).
Tiếng Ý và tiếng Pháp là các ngôn ngữ chính thức, dù đa số cư dân còn nói Valdôtain, một phương ngữ tiếng Arpitan (Franco-Provençal), như bản ngữ; khoảng một nửa dân số nói cả ba ngôn ngữ.
Thủ phủ vùng là Aosta.

## Văn hóa

### Ẩm thực
Ẩm thực Thung lũng Aosta mang nét đơn giản và tập trung vào những loại thực phẩm như khoai tây, polenta; pho mát và thịt; và bánh mì đen. Nhiều món được thêm vào Fontina, một loại pho mát, được làm từ sữa bò bắt nguồn từ nơi đây. Nó là thành phần của món súp à la vâpeuleunèntse (Valpelline). Những loại pho mát khác được làm trong vùng là Toma và Seras. Fromadzo (Valdôtain nghĩa là pho mát) đã được làm từ thế kỷ 15.
Đặc sản khu vực, ngoài Fontina, là Motzetta (thịt sơn dương Chamois sấy khô, làm như prosciutto), Vallée d'Aoste Lard d'Arnad (một món thịt mỡ lên muối), Vallée d’Aoste Jambon de Bosses (một loại giăm bông), và bánh mì đen.

## Bộ sưu tập ảnh

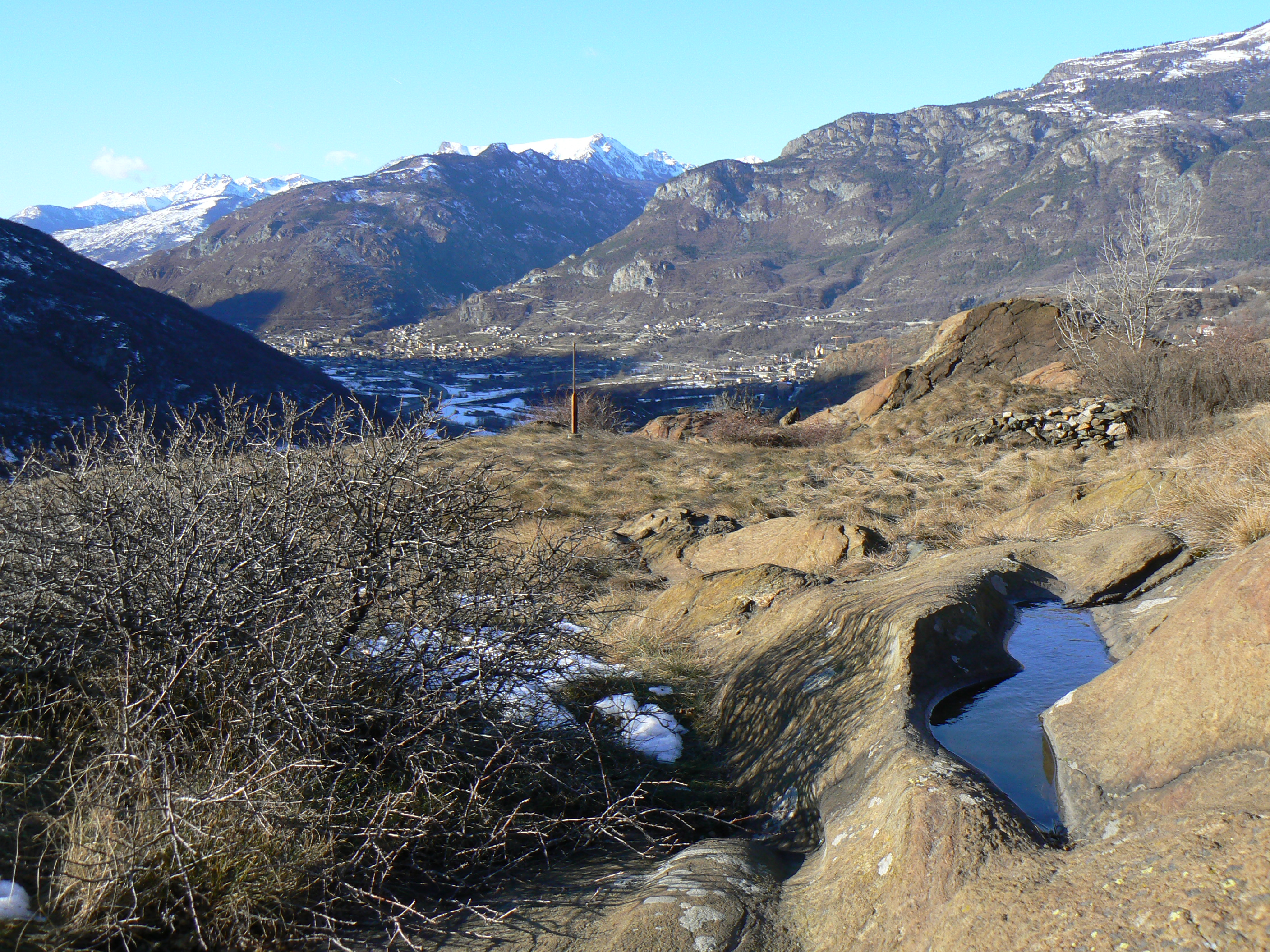
Khu di tích gần lâu đài Chenal, Montjovet
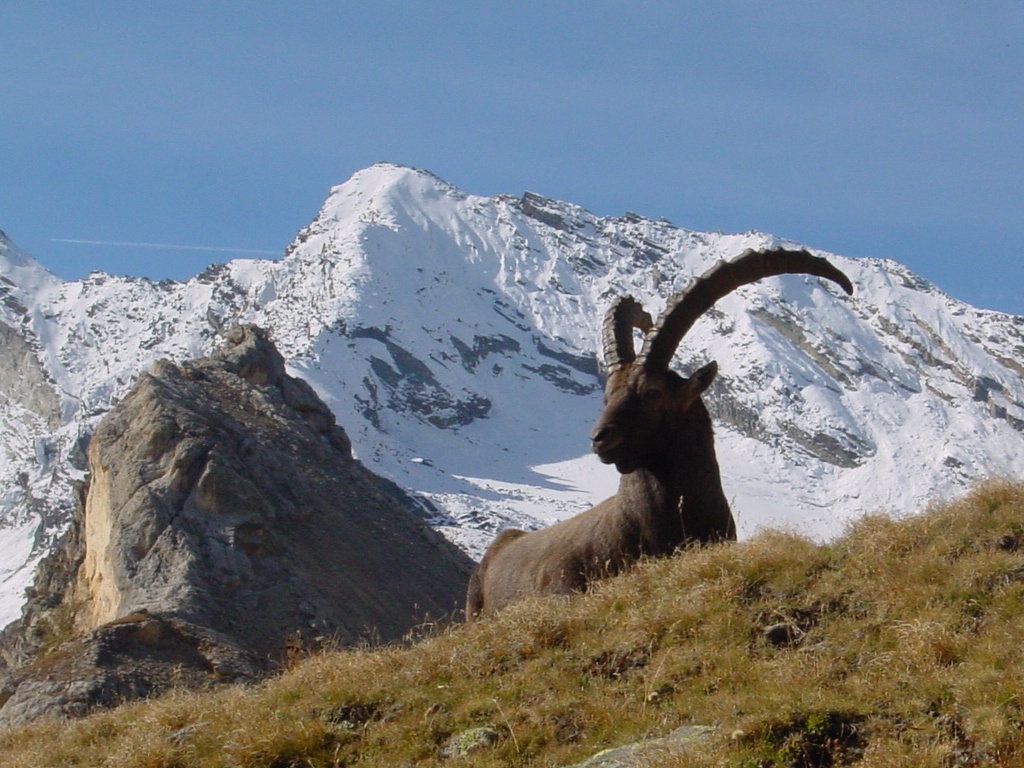
Dê núi Alps đực ở vườn quốc gia Gran Paradiso, Aosta
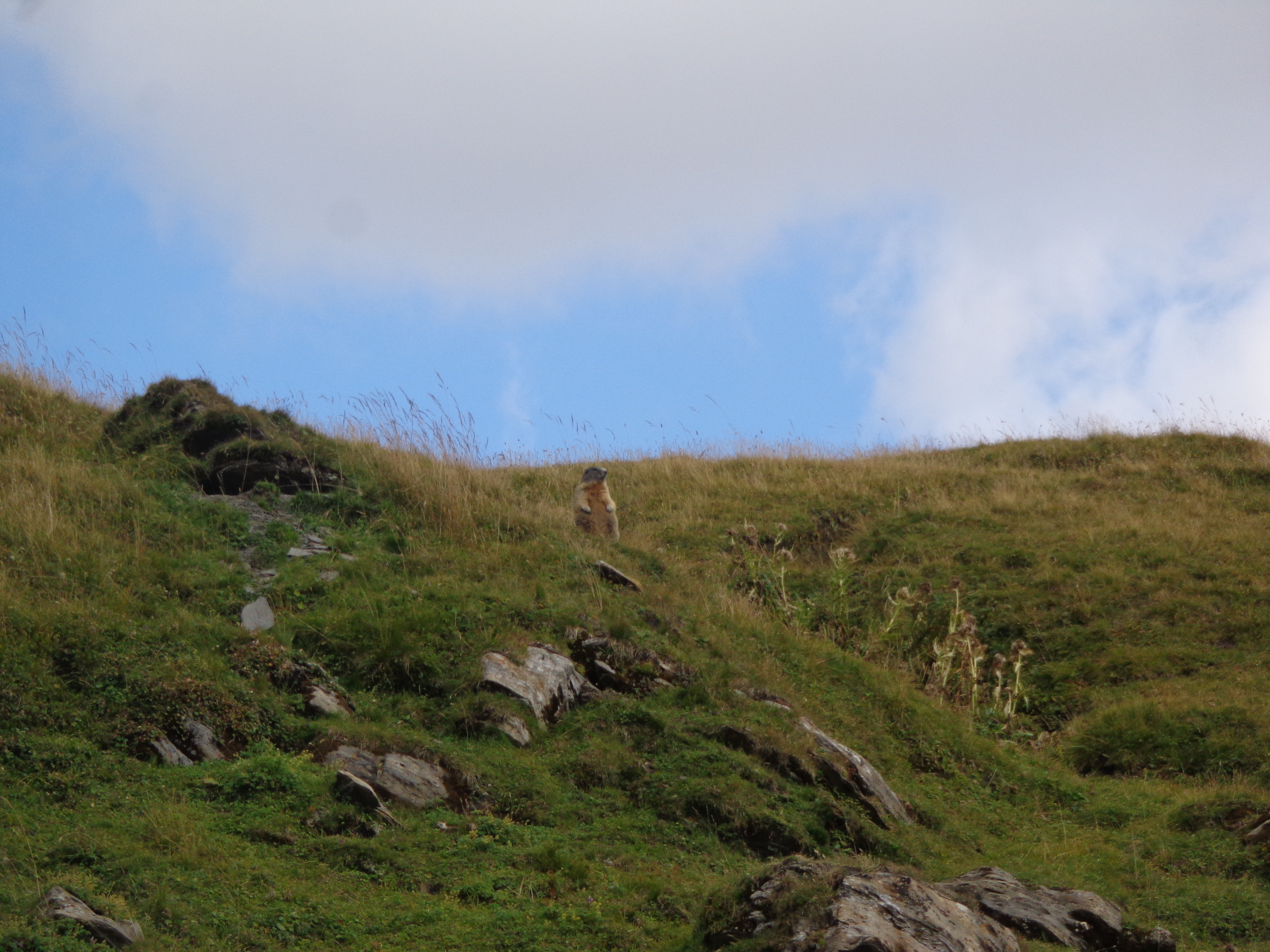
Sóc đất núi Alps ở vườn quốc gia Gran Paradiso, Aosta
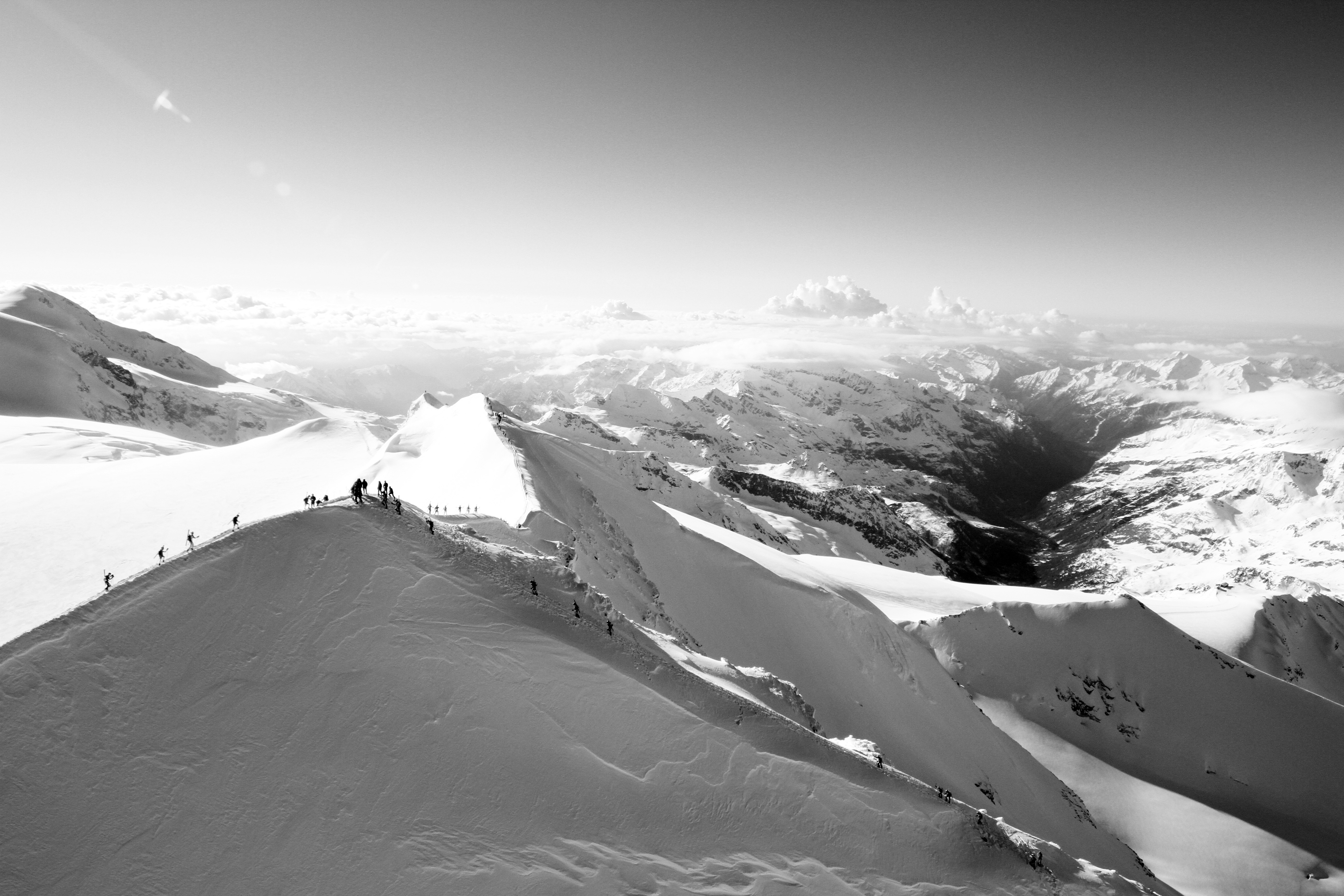
Núi Castor
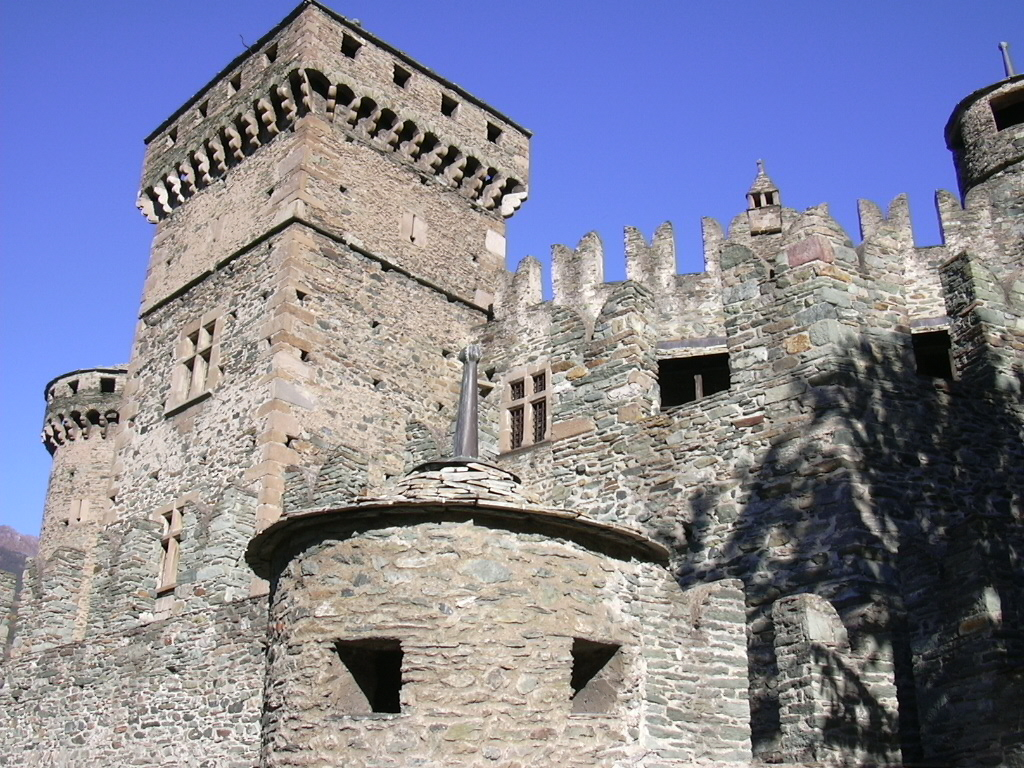
Lâu đài Fénis
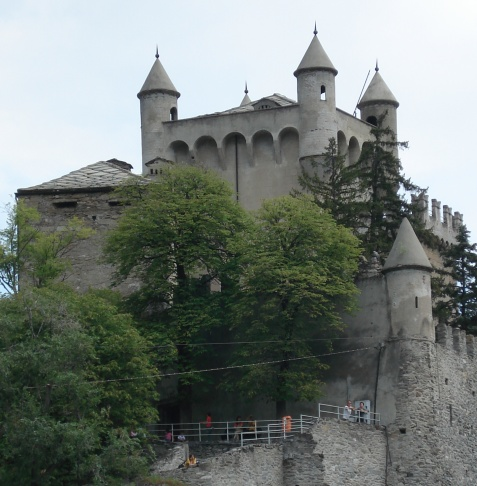
Lâu đài Saint-Pierre
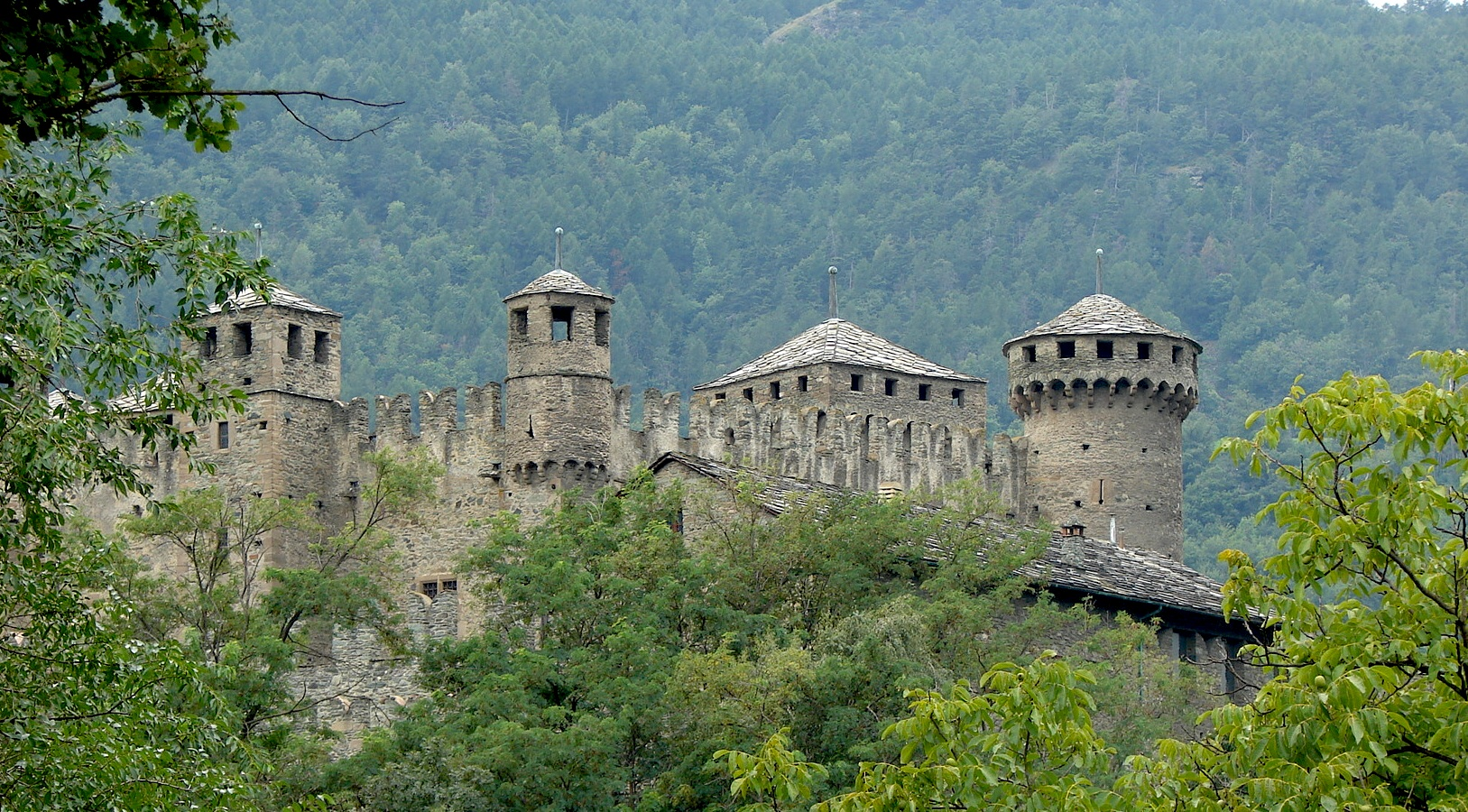
Thành Fénis